# Pompaples
Pompaples − miejscowość i gmina (commune) w zachodniej Szwajcarii, w kantonie Vaud, w okręgu (district) Morges. Leży nad rzeką Nozon.  

## Demografia
W Pompaples mieszka 858 osób. W 2021 roku 23,3% populacji gminy stanowiły osoby urodzone poza Szwajcarią.

## Transport
Przez teren gminy przebiegają drogi główne nr 9 i nr 133. 